# Teófilo Cubillas
Teófilo Juan Cubillas Arizaga (* 8. březen 1949, Lima) je bývalý peruánský fotbalista. Hrával na pozici záložníka či útočníka. Mezinárodní federace fotbalových historiků a statistiků (IFFHS) ho vyhlásila nejlepším peruánským fotbalistou všech dob. Pelé ho roku 2004 zařadil mezi 125 nejlepších žijících fotbalistů. Roku 1972 se stal Fotbalistou roku Jižní Ameriky. S peruánskou fotbalovou reprezentací vyhrál roku 1975 mistrovství Jižní Ameriky (Copa América) a zúčastnil se tří světových šampionátů (1970, 1978, 1982). Na prvních dvou se Peru probojovalo do čtvrtfinále a Cubillas byl v all-stars týmu turnaje. Za národní tým celkem odehrál 81 utkání a vstřelil 26 branek.